# 方宗誠
方宗誠（1818年—1888年），字存之，號柏堂，别号毛溪居士、西眉山人，男，安徽桐城鲁谼人，清朝政治人物。

## 生平
早年為诸生，早年授徒养家。繼承桐城文派，被誉为“桐城正脉，今在柏堂”。结交吴廷栋等人。咸丰二年(1852)，太平军攻陷桐城，避乱鲁谼山中，藏书多被焚掠。同治元年(1862年)，入河南巡抚严树森幕，奏疏多出其手。曾国藩为直隶总督，荐方宗诚为枣强知县。光绪六年（1880年）辞官归隐，与彭玉麟同游全國山川。著《俟命录》。

## 家族
父亲方松。儿子方培浚、方守彝、方守敦等。孙子方孝岳等。